# Крестовник малолистный
Кресто́вник малоли́стный, или Крестовник кирги́зский (лат. Senēcio paucifōlius) — многолетнее растение; вид рода Крестовник (Senecio), семейства Астровые (Asteraceae).

## Ареал и среда обитания
Восточноевропейско-западносибирский степной вид. Произрастает в степной зоне от восточного Причерноморья до юга Западной Сибири.
Как правило, растёт на солончаковые лугах в поймах малых рек, у подножия меловых обнажений.

## Ботаническое описание
Многолетнее короткокорневищное травянистое растение высотой от 40 до 60 см с прямостоячими стеблями.
Розеточные и нижние стеблевые листья удлинённо-лопатчатые, черешковые, почти голые, цельные, чуть зубчатые, средние — ланцетные, ушковидно-стеблеобъемлющие, пильчато-зубчатые, верхние — по краю волнисто-пильчатые.
Корзинки в удлинённом метельчатом соцветии. Цветки в корзинке трубчатые и язычковые; язычковые — в числе 8—10, жёлтые, крупные, несвёрнутые, отклонённые.
Семянки угловатые, бороздчатые, с волосистыми углами.
Цветение в августе — сентябре.

## Охрана
Включен в Красные книги следующих субъектов РФ: Волгоградская область, Воронежская область, Курганская область, Республика Татарстан, Ульяновская область.

## Синонимика
Согласно данным The Plant List:
- Jacobaea kirghisica (DC.) E.Wiebe
- Senecio doria subsp. kirghisicus (DC.) Chater
- Senecio kirghisicus DC.